# فتوة

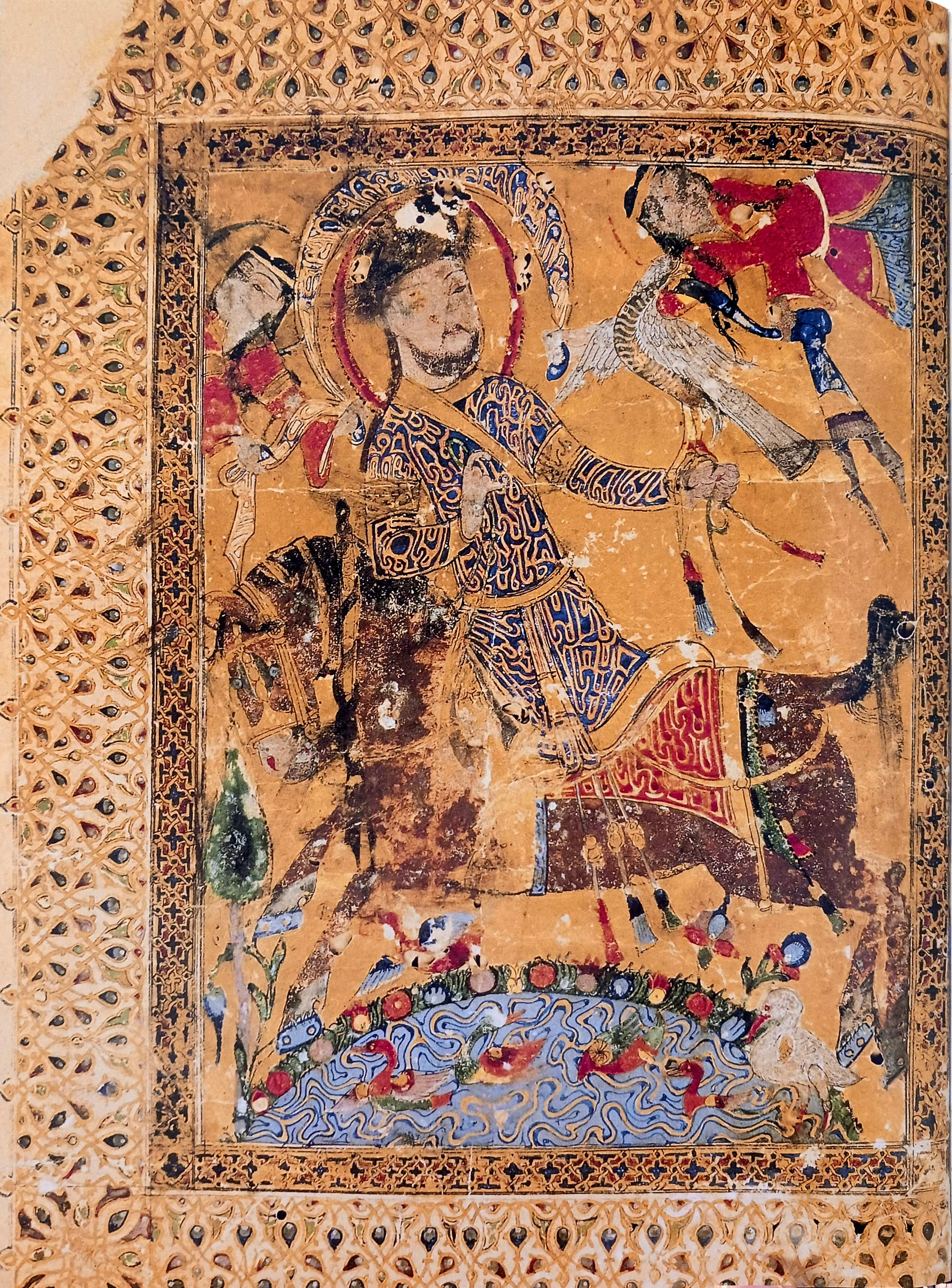
لوحة عربية لمخطوطة كتاب الأغاني لأبي الفرج الأصفهاني

الفُتُوّة في المعاجم العربية هو الشباب بين طوري المراهقة والرجولة وتعرفه أيضا على أنه النجدة أو نظام ينمي خلق الشجاعة والنجدة في الفتى كما جاء في المعجم الوسيط.
ارتبط تاريخيا بسمات كالقوة التي عادة ما يتحلى بها الشباب بين طوري المراهقة والرجولة والشهامة والشجاعة التي يهرع أصحابها إلى نجدة الغير، والنبل والسعي إلى العدل والحق مما يؤسس لنظام يدعم هذه السمات ويخلق الشجاعة والنجدة في الفتى.
قدمته السير الشعبية أحيانا كنموذج للحاكم الفرد المستبد العادل الذي يسعى لتطبيق قانون القوة والحق حسب معادلاته الخاصة وبما يتوافق مع طبيعة أهل الحارة التي يحكمها. فهو حاكم شعبي سواء اختاره الناس أو فرض نفسه بالقوة على الناس.
ولكي يستمر في موقعه، عليه أن يضيف إلى قوته ما يجعل الناس تحبه كأن ينصر الفقراء ويقيم العدل ويلعب دور الحكيم ويرتب الحياة في الحارة التي يحكمها بحيث يظل الجميع قانعين به ومدينين لحمايته؛ فهو على سبيل المثال ياخذ الإتاوة - مبلغ من المال - من القادر ليعطي المحتاج.
يقترن ظهور الفتوة بغياب السلطة المركزية المسئولة عن ضبط المجتمع، فالناس تحاول أن تجد بديل أو قائد محلي من بينهم، وتتنازل له عن بعض الاستقلال في مقابل حمايتهم.

## التراث العربي الإسلامي
يعتبر على بن أبي طالب هو أبو الفتيان لتوفر فيه كل صفات النبل والشرف والفروسية، وبالتطبيق عليه تجد معناها في الكرامة ونجدة الضعيف والأريحية والدفاع عن المظلوم وغيرها.
وفي العصر العباسي الثاني اشتهر الخليفة الناصر العباسي باهتمامه الكبير بالفتونة، وجعل نفسه «كبير الفتوات» وجعل للفتونة ملابس خاصة ونظاما واسع المدى، فانتشرت في العالم الإسلامي كله ومنه عرفت مصر هذا النظام، واتسع مداه فيها.

## المماليك
في عصر الأتراك كانوا قد عهدوا إلى المماليك بحكومة مصر مقابل أن يؤدون لهم مبالغ سنوية من المال، ويتصرف المماليك في مصر كما يريدون. وكان هذا قبل العصر المملوكي الكبير، فقد كان هؤلاء المماليك مثقفين يتميزون بالشهامة والبسالة وكان لهم فخر بمصر واعتزاز بها إلى جانب ايمانهم الديني الواضح في المساجد التي تركوها في تراث مصر المملوكية. أم مماليك العصر التركي لم تكن لهم حكومات وكانوا أقرب إلى بقايا مماليك، فظهر الفتوات وهم مصريون أصلاء ينشئون فرقا من المقاتلين ويتولون حماية التجار والأموال وأهل الشوارع نفسها والحواري. وكانوا يجمعون أموالا مقابل حماية التجار.

## الحارة المصرية
في الثلاثين سنة الأخيرة من عصر السلاطين المماليك بين نهاية القرن الخامس عشر وبداية القرن السادس عشر، لم تعد هناك دولة وظهرت تشكيلات عصابية كبيرة تضم ما بين 300 أو 400 رجل ينهبون الأسواق، فبدأ الفتوات يكونون فرق للدفاع عن أحيائهم بالإضافة للدور المنوط بهم من البداية وكان إغلاق البوابات في المساء وإنارة المصابيح والتفتيش عن الأغراب. وشيئا فشيئا أصبح لكل حي أو مدينة في القاهرة والإسكندرية - وهي أكبر المحافظات وقتها - فتوة أو فتوات يحمو الأهالي.

## مقاومة الاحتلال
مع قدوم الحملة الفرنسية، اشتدت مقاومة الفتوات لها فبدأ جنود الحملة في هدم أبواب الحارات وفتح القاهرة على بعضها للإضعاف من سلطات الفتوات. حتى جاءت ثورة 1952 وظبطت الأحوال الأمنية للشوارع فانتهي عصر الفتوات.و مع بداية الاحتلال الإنجليزي، ترك المحتل الفتوات في حالهم حتى بدأ الإنجليز في بناء البوليس في مصر، فبدأ النزاع بين الجانبين، وكلما قوى البوليس ضعف أمر الفتوات حتى ثورة 1919 بعدها انضم الفتوات إلى حزب الوفد.

## البلطجة
لاحقا ارتبط اسم الفتوة بأعمال البلطجة بعدما لم يعد هناك حاجة لخدماته الأمنية، فبدأ الفتوات في الحصول على إتاوات مقابل تجنب بطشهم وليس مقابل الحماية كما كانت قديما.

## في الأدب المصري
أكثر من لفت الانتباه للفتوات في الأدب المصري كان نجيب محفوظ وتحول ذلك لاحقا لشاشة السينما.[بحاجة لدقة أكثر]

### مَراجع عامَّة
- الفتوة في السينما المصرية - ناهد صلاح - كتب عربية